# Guach Perry
«Guach Perry» es la decimocuarta canción del disco Peor es mascar lauchas del grupo chileno Chancho en Piedra y su segundo sencillo (el primero fue Sinfonía de cuna) siendo también su canción identificativa durante ese tiempo.

## Canción
La canción habla de un perro "guacho" (guacho significa solitario y sin padre en el español chileno) que quiere tener un hogar, pero nadie lo deja. "guacho" también puede significar desamparado

## Video
En el video, los integrantes de la banda (también conocidos como "chicos marranos"), todos con vestimenta y peinados extraños estaban desesperados porque iban a ser las 12:00 de la noche y a esa hora el diablo iba a ir en su búsqueda, pues, con anterioridad y según el video, habían hecho un pacto con el diablo donde le entregaban su alma a cambio de fama, dinero y poder. En ese momento entonces llega una mujer del harén del diablo, se los llevan al infierno y ahí los hacen sufrir hasta que uno saca un trago mágico que los hace transformarse en monjas. Una vez convertidos logran vencer a sus captoras atacando a todas las miembros del harén.
En este video participa la actriz y animadora chilena Javiera Contador y la vedette también chilena Candy Dubois.